# Костіна Олександра Борисівна
Олександра Борисівна Костіна (28 серпня 1926, село Новомакарово, Воронезька губернія — 16 лютого 2006, Воронеж) — передовик радянського сільського господарства, доярка колгоспу імені Кірова Грибановського району Воронезької області. Герой Соціалістичної Праці (1966).

## Біографія
Народилася 28 серпня 1926 року в селянській родині в селі Новомакарово Новохоперського повіту Воронезької губернії (сьогодні — Грибановський район Воронезької області). 
Завершила навчання в початковій школі, і в 1943 році стала працювати інспектором Полянського відділення соціального обслуговування. З 1945 року працювала в місцевому колгоспі.
З 1959 року працювала в колгоспі імені Кірова Грибановського району. Пропрацювала в цьому колгоспі до виходу на пенсію. На початку своєї діяльності в цьому колгоспі працювала рядовою свинаркою, потім була призначена ланковою свинарської бригади. Після перейшла працювати на молочно-товарну ферму дояркою. 
Указом Президії Верховної Ради СРСР від 22 березня 1966 року за отримання високих показників у сільському господарстві і рекордні показники у тваринництві Олександрі Борисівні Костіній присвоєно звання Героя Соціалістичної Праці з врученням ордена Леніна і медалі «Серп і Молот». 
Після закінчення сільськогосподарського інституту з 1983 по 1985 рік працювала зоотехніком-селекціонером.
Обиралася депутатом обласної ради народних депутатів.
Після виходу на пенсію в 1985 році проживала у Воронежі до своєї смерті в 2006 році. Похована на сільському цвинтарі села Новомакарово.

## Нагороди
- золота зірка «Серп і Молот» (22.03.1966)
- орден Леніна (22.03.1966)
- Орден Жовтневої Революції (08.04.1971)
- інші медалі.